# Stedt
Stedt är en släkt som härstammar från Småland vars äldste kände stamfader är skattebonden och kvartermästaren Per Jönsson (levde ännu 1581), i Häggatorp, Norregård i Hultsjö socken, Jönköpings län.
Per Jönssons sonsons sonson var löjtnanten, vid Nils Gyllenstiernas värvade kavalleriregemente, Simon Persson Stedt (död 1679). Simon Persson Stedts son, assessorn i Göta hovrätt och lagmannen i Tiohärads lagsaga, Nils Stedt (1679–1736) adlades 1712 och introducerades 1719 under adelsnumret 1468.
Tre grenar fanns från början i ryttarsläkten, var av två kvarstår sedan Gudmund Persson, i det tredje ledet, avlidit vid slaget i Stettin strax före kapitulationen 1677. I de två kvarvarande grenarna som utgör stamfäder är Simon Persson Stedt för den adliga grenen och Håkan Persson för Hultsjögrenen.
Släktens ursprung har i många redovisningar och skrifter påståtts komma från Tyskland, men ursprunget är 1/4 Häggatorp, Norregård i Hultsjö socken, Jönköpings län, där Per Jönsson 1545 bebodde och brukade skattehemmanet.
Den 31 december 2005 fanns det 353 personer i Sverige med efternamnet Stedt.